# John Percival Frye
Pour les articles homonymes, voir Frye.
John Percival Frye, né en 1807 à Londres et mort en août 1857 à Madras, est un officier britannique.

## Biographie
Lieutenant (1839), il sert au Khondistan de 1840 à 1854 où, en compagnie de Samuel Mac Pherson et John Mac Vicar, ils effectuent diverses expéditions militaires d'exploration. En 1849, il exerce dans l'administration à Orissa.
Capitaine lors de la révolte des Cipayes, il est tué à Madras lors des hostilités. Sa femme, Mary Jane, inconsolable, âgée de 33 ans, meurt brutalement peu après.
On lui doit aussi une étude sur la langue du Khondistan, A Grammar and Progressive Reading Lessons in the Kondh Language (1851),.
Il est mentionné par Jules Verne dans la première partie, au chapitre XV, de son roman La Maison à vapeur.